# Kimkatjåkko
Kimkatjåkko este o arie protejată (arie specială de conservare — SAC, sit de importanță comunitară — SCI) din Suedia întinsă pe o suprafață de 13,7 ha, integral pe uscat.

## Localizare
Centrul sitului Kimkatjåkko este situat la coordonatele 65°58′00″N 19°12′24″E / 65.9668°N 19.2068°E.

## Înființare
Situl Kimkatjåkko a fost declarat sit de importanță comunitară în decembrie 1995 pentru a proteja un număr necunoscut de specii din flora spontană și fauna sălbatică aflate în arealul zonei. Situl a fost protejat și ca arie specială de conservare în martie 2011.

## Biodiversitate
Situată în ecoregiunea boreală, aria protejată conține 2 habitate naturale: Taiga vestică, Mlaștini turboase de tranziție și turbării mișcătoare.
La baza desemnării sitului se află un număr nedeclarat de specii protejate.